# Cédric Tiberghien
Cédric Tiberghien (* 5. Mai 1975) ist ein französischer Pianist.

## Leben
Cédric Tiberghien studierte am Pariser Konservatorium bei Frédéric Aguessy und Gérard Fremy und erhielt 1992 den ersten Preis im Fach Klavier. Während der 1990er Jahre war er Preisträger mehrerer internationaler Klavierwettbewerbe. Beim Concours Long-Thibaud 1998 in Paris gewann er neben dem Hauptpreis auch fünf Spezialpreise.
In den Folgejahren hatte er mehr als 150 internationale Engagements und trat mit Orchestern wie dem Staatsorchester Stuttgart, den Hamburger Symphonikern, dem BBC Philharmonic und dem BBC Scottish Symphony Orchestra, dem Orchestre de la Suisse Romande, dem Tokyo Philharmonic und dem New Japan Philharmonic Orchestra, dem Orchestre de Picardie, dem Orchestre National d’Ile de France und dem Orchestre National de France auf. Er arbeitete dabei u. a. mit den Dirigenten Jean-Claude Casadesus, Edmon Colomer, Iván Fischer, Louis Langrée, Friedemann Layer, Lorin Maazel, Kurt Masur, Ingo Metzmacher, Jacques Mercier, John Nelson, Michel Plasson, Yutaka Sado, Stefan Sanderling, Jerzy Semkow, Leif Segerstam und Simone Young zusammen.
2000 debütierte Tiberghien in der New Yorker Carnegie Hall. 2002 unternahm er eine Japantournee mit dem Orchestre Philharmonique de Radio-France unter Myung-whun Chung. Im gleichen Jahr spielte er mit dem Orchestre de Paris unter Leitung von Christoph Eschenbach die Uraufführung von Ivan Fedeles Konzert für zwei Klaviere. Als Gast des BBC-Programms New Generation Artists 2005–07 führte er u. a. den kompletten Zyklus der Klavierkonzerte von Ludwig van Beethoven auf.
Als Kammermusiker arbeitete er u. a. mit Marie Hallynck, Sophie Karthäuser, Antoine Tamestit, Bertrand Chamayou, Alina Ibragimova, Valérie Aimard, Pierre Amoyal, Alain Planès, Nicholas Angelich, Marie Devellereau, Gweneth-Ann Jeffers, dem Psophos- und dem Ysayequartett sowie dem Moraguèsquintett zusammen.
2009 gab er mit Solisten der Britten Sinfonia Kammerkonzerte in Großbritannien und Polen. Im Rahmen des Musikkollegium Winterthur 2011 wird er den zweiten Teil des Wohltemperierten Klaviers sowie zwei Klavierkonzerte von Bach aufführen.

## Diskographie
- Bach - Partitas n° 2, 3 and 4
- Debussy – Estampes, Images, Masques, D’uncahier d’esquisses, L’Isle joyeuse, 2001
- Janáček – Sonata for violin & piano, Romance, Dumka, Allegro for violin & piano, Strauss – Sonata for violin & piano (mit Amanda Favier), 2001
- Debussy, Honegger, Chausson, Vierne – French music for cello and piano (mit Valerie Aimard), 2002
- Schumann – Pieces for piano and cello, Grieg – Sonata for piano and cello opus 36 (mit Marie Hallynck), 2002
- Fauré, Ravel – Sonatas for violin and piano (mit Vadim Tchijik), 2003
- Beethoven – Variations, opus 34, opus 35 ("Eroica") and opus 76, 2003
- Brahms – Ballades, opus 10, Chopin – Ballades N°1–4, 2006
- Brahms – Concerto for piano n°1 – Variations on a theme by Haydn (mit dem BBC Symphony Orchestra unter Jiří Bělohlávek)
- Martinů – Concerto for violin & orchestra n°2 – Serenada n°2 – Toccata et due canzoni (mit Isabelle Faust und der Prager Philharmonie unter Jiří Bělohlávek), 2008
- Brahms – Hungarian Dances; Walzes Op.39; Klavierstucke op.76, 2008
- Dohnányi, Kodály, Bartók – Budapest 1900" Sonatas for piano & cello (mit Valérie Aimard), 2009
- Chopin – Mazurkas, Polonaise-Fantaisie, Scherzo & Nocturne, 2010